# Kelvin-Sonde
Die Kelvin-Sonde (englisch Kelvin probe, KP) findet bei der zerstörungsfreien Messung der Austrittsarbeit und bei der Untersuchung von Delaminierungsprozessen an Polymer-, Oxid- und Metall-Grenzflächen Verwendung. Die Kombination einer Kelvin-Sonde mit einem Rasterkraftmikroskop wird als Raster-Kelvin-Mikroskop oder Kelvinsondenkraftmikroskop (engl. scanning Kelvin probe microscope, SKPM, oder Kelvin probe force microscope, KPFM) bezeichnet.
Der Name der Kelvin-Sonde geht auf Lord Kelvin zurück.

## Prinzip

Messaufbau

Werden zwei Metalle in Kontakt gebracht, so fließen energiereichere Elektronen vom Metall höheren Fermi-Niveaus zu jenem mit geringerem Fermi-Niveau, bis diese auf gleicher Höhe liegen (vgl. Kontaktpotential). Aus diesem Elektronenfluss entsteht ein elektrisches Feld und eine Kontaktspannung {\displaystyle \Delta \varphi }. Die Kontaktspannung {\displaystyle \Delta \varphi } resultiert aus der Austrittsarbeitsdifferenz:
{\displaystyle \Delta W=e\cdot \Delta \varphi }
Die beiden Metalle haben gegeneinander eine Kapazität {\displaystyle C}. Für die geflossene Ladung gilt:
{\displaystyle Q=C\cdot \Delta \varphi }.

## Messung
Bei der Messung mit einer Kelvin-Sonde verhalten sich die leitfähige Sonde, die über der Probe mit Piezoaktoren in Schwingung versetzt wird, und die Probe wie zwei Kondensatorplatten. Durch die Schwingung wird ein Strom {\displaystyle i(t)} influenziert, welcher linear von der Austrittsarbeitsdifferenz {\displaystyle \Delta \varphi } und nichtlinear vom Abstand zwischen Sonde und Probe abhängt. Durch eine externe Spannung {\displaystyle U} kann der Strom {\displaystyle i(t)} zu null geregelt werden. Dadurch ist die Austrittsarbeitsdifferenz bestimmt, denn es gilt {\displaystyle U=\Delta \varphi }.
Der Aufbau eines KPFM ähnelt einem Rasterkraftmikroskop und kann eine bessere Ortsauflösung als die Kelvin-Sonde liefern. Als Sonde dient in diesem Fall eine sehr feine, leitfähige Spitze. Aufgrund der kleinen Geometrie der Spitze ist die Kapazität zwischen Spitze und Probe und somit auch der influenzierte Strom {\displaystyle i(t)} sehr klein. Mit einem Rasterkraftmikroskop ist jedoch die Messung kleinster Kräfte möglich. Daher wird bei diesem Aufbau statt des Stroms {\displaystyle i(t)} die elektrostatische Kraft zwischen Spitze und Probe gemessen. Durch Anlegen einer Spannung zwischen Spitze und Probe kann auch hier im Idealfall die Kraft eliminiert werden, so dass {\displaystyle U=\Delta \varphi } gilt.